# SMS amiche per caso
SMS amiche per caso è stato un reality show trasmesso da Rai 2 nel 2001, in fascia pomeridiana giornaliera per 40 puntate complessive.
Il format: otto giovani ragazze insieme in un appartamento a Roma riprese 24 ore su 24 da decine di telecamere. A differenza di reality stile Grande Fratello, le ragazze possono uscire liberamente dall'appartamento e non esistono nomination ed eliminazioni. Inoltre comunicano sia con il pubblico che con gli autori usando cellulari ed internet.

## Cast
Damaris - Elvira - Enrica - Justine - Martina - Sara - Roberta - Allegra ed inoltre Denim (fidanzato di Elvira, non protagonista "ufficiale" ma presente per la maggior parte delle puntate)